# Her Loss
Albums par Drake
Honestly, Nevermind
(2022) For All the Dogs
(2023)
Albums par 21 Savage
Savage Mode II
(2020)
Singles
1. Circo Loco
Sortie : November 11, 2022

Her Loss est un album studio collaboratif des rappeurs Drake et 21 Savage, sorti le 4 novembre 2022 chez OVO Sound et Republic Records.
Comprenant une apparition de Travis Scott, l’album a débuté à la première place du Billboard 200 américain, malgré des critiques mitigées.

## Historique
L’album fait suite aux précédentes collaborations de Drake et 21 Savage sur Sneakin' (2016), Issa (2017), Mr. Right Now (2020), et Knife Talk (2021). Le 17 juin 2022, Drake sort la chanson Jimmy Cooks en featuring avec 21 Savage sur son septième album studio Honestly, Nevermind. Dès sa sortie, la chanson est le titre le plus populaire de l’album et débute à la première place du Billboard Hot 100, mais la chanson ne sort pas officiellement en tant que single sur les radios grand public avant le 11 octobre. Le 19 octobre, Drake se produit en tant qu’invité surprise à l’un des concerts de 21 Savage à Atlanta.
Le 21 octobre, Drake annonce que le clip de Jimmy Cooks va sortir le jour du 30e anniversaire de 21 Savage. Le clip sort finalement le jour même. Le clip est brièvement interrompu à 1:25, avec un texte en lettres typographiques indiquant « Her Loss - album de Drake et 21 Savage - 28 octobre 2022 ». L’album est ensuite confirmé par les labels discographiques OVO et Republic sur les réseaux sociaux,. Le 26 octobre, Drake annonce que la sortie de l’album a été reportée au 4 novembre 2022, car le producteur 40 a contracté le Covid-19 pendant le processus de mixage et de mastering de l’album. La liste des titres est révélée le 3 novembre.

## Pochette
La pochette représente la danseuse et mannequin pour adultes Quiana « Qui » Yasuka, également connue sous le nom de Suki Baby. Elle a été postée par les rappeurs sur Instagram le 2 novembre. La photo prise par Paris Aden, qui date de trois ans, a été découverte par le rappeur Lil Yachty, qui l’a proposée pour la pochette,.

## Sortie

### Promotion
Le 1er novembre 2022, Drake et 21 Savage lancent une fausse campagne de promotion de leur album, en se moquant des pratiques habituelles de promotion de l'industrie musicale,,. Ils se servent notamment d'une couverture de Vogue, contenant des photos éditées de Hailey Bieber et Jennifer Lawrence avec les tatouages du visage de 21 Savage. Ils réalisent aussi une fausse publicité pour Cartier, une fausse introduction pour le Tiny Desk Concert et une interview en deepfake pour le Howard Stern Show,,. Ils imitent également des performances live télévisées et en ligne, comme l'interprétation de On BS au Saturday Night Live (avec Michael B. Jordan en guest star) et de Privileged Rappers aux ColorsxStudios,,.
Circo Loco est envoyé à la radio italienne le 11 novembre 2022, comme le premier single officiel de l'album.

### Accueil critique
Her Loss a reçu des critiques mitigées. Sur Metacritic, un site agrégateur de critiques, l’album obtient une note moyenne de 62 sur 100 sur la base de 12 critiques, ce qui indique des critiques « généralement favorables ». L’agrégateur AnyDecentMusic? lui attribue une note de 5,5 sur 10.
Vernon Ayiku d’Exclaim! fait l’éloge de l’album : « Bien que Her Loss ne contienne pas de bangers instantanés ou des tubes du Billboard, c’est l’ensemble qui en fait le meilleur disque de Drake cette décennie. Qu’il s’agisse des fausses promos comiques pendant sa promotion, des phrases mémorables, des couplets agressifs ou des mèmes TikTok qu’il va générer pendant des mois, Her Loss a beaucoup à offrir »,. Marcus Shorter de Consequence apprécie l’album : « Her Loss n’est pas toujours un album profond, mais cela ne le rend pas moins intense. Parfois, un excellent rap sur une musique de qualité mélangé à un soupçon d’introspection peut être très efficace. Sa perte est notre gain »,. Alex Swhear de Variety déclare : « Bien qu’il ne soit pas exempt de défauts, Her Loss laisse l’impression inébranlable que Drake, en 2022, fait ce qui l’inspire plutôt que de se laisser aller. Un an après Certified Lover Boy, c’est une évolution surprenante et encourageante »,. Dans une critique mitigée, Steve « Flash » Juon de RapReviews écrit : « C’est un meilleur album de Drake que Honestly, Nevermind [mais] ce n’est pas un meilleur album de 21 [Savage] que I Am > I Was (2018) ou Issa (2017). Si vous partagez la différence, vous vous retrouvez avec un album moyen. Il y a quelques [chansons] que je pourrais écouter plus d’une fois »,. Pour Paul A. Thompson de Pitchfork, « il y a des moments d’écriture réfléchie et des éclats de Drake au mieux de sa forme ou presque, mais en son milieu, le disque devient inerte, ce qui fait que les morceaux de misanthropie consciente de soi passent au scanner comme étant tendus plutôt que joyeux, comme si l’id pouvait être groupé »,. Josh Svetz de Paste estime que « Les meilleurs moments viennent lorsque le duo parvient à trouver un équilibre et que Drake se rabat sur ses prouesses de dénicheur de caisses. […] Malheureusement, il n’y en a pas assez pour tout le monde, ce qui fait de Her Loss un autre projet jetable de Drake qui disparaîtra en quelques semaines — un projet qui aurait pu être tellement plus »,.
Dans une critique mitigée, Robin Murray de Clash déclare : « Ce nouvel album est le parfait morceau de fan service. C’est [Drake] au micro, 21 Savage en pleine action. La campagne de promotion — qui a piraté une session du Tiny Desk et copié une couverture de Vogue — était parfaite, deux artistes qui détournaient les attentes placées en eux. Il est donc dommage que Her Loss soit souvent parfaitement prévisible. Les ennemis qu’ils combattent sont bien connus — des adversaires moins talentueux, des amants qui profitent de leur richesse et de leur prestige — et même s’il est agréable d’entendre Drake se déchaîner, 21 Savage a parfois l’impression d’être un simple spectateur »,. Paul Attard, de Slant Magazine, juge l’album « inégal […] il y a tout simplement trop peu d’échanges entre ces deux artistes pour que l’on puisse parler d’un tandem mutuellement bénéfique »,. Dans une critique négative, Mosi Reeves, de Rolling Stone, déclare : « Alors que Her Loss délaisse les propos agressifs de 21 [Savage] en tant qu’exercice ludique et révélateur, le ton passe à la mélancolie toxique de Drake […]. Il y a une certaine morosité cette fois-ci, et ce n’est pas seulement à cause d’un séquençage bâclé et d’une qualité inégale, qui va d’excellents titres comme Pussy & Millions [ou] Treacherous Twins à des morceaux sans intérêt comme Major Distribution. [L’album] est un raté singulier »,.

### Ventes
Her Loss débute à la première place du Billboard 200 américain avec 404 000 albums écoulés en première semaine, dont 12 000 exemplaires physiques, succédant à Midnights de Taylor Swift (2022). L'album totalise également 513,56 millions de streams. Il s'agit du douzième album numéro un aux États-Unis pour Drake et du troisième pour 21 Savage. La semaine suivante, Her Loss descend à la deuxième place, Midnights revenant à la première place.

### Classements
| Publication   | Liste                           | Rang | Ref.   |
| ------------- | ------------------------------- | ---- | ------ |
| Complex       | Les meilleurs albums de 2022    | 8    | [ 37 ] |
| Rolling Stone | Les 50 meilleurs albums de 2022 | 66   | [ 38 ] |

### Controverses
Drake a attaqué plusieurs célébrités de premier plan dans Her Loss, ce qui a suscité une large couverture médiatique et des controverses. Sur Circo Loco, il rappe, « This bitch lie ’bout gettin’ shots but she still a stallion / She don’t even get the joke, but she still smilin’ » (« Cette salope ment à propos des coups de feu mais elle est toujours un étalon / Elle ne comprend même pas la blague, mais elle sourit toujours »), ce qui a été interprété comme un double sens évoquant à la fois la malhonnêteté des femmes qui se font augmenter les lèvres et les fesses, et le mensonge supposé de Megan Thee Stallion à propos de ses allégations de coups de feu en 2020 contre Tory Lanez,. Le rappeur Lil Yachty, qui a produit plusieurs morceaux de l’album, a déclaré que Circo Loco ne fait pas référence à Megan Thee Stallion, bien qu’elle ait répondu ainsi sur Twitter : « Arrêtez de m’utiliser pour avoir de l’influence, bande de négros ! Depuis quand c’est cool de faire des blagues sur les femmes qui se font tirer dessus ! Vous, surtout les rappeurs, vous êtes minables ! Vous êtes prêts à boycotter les chaussures et les vêtements, mais vous vous acharnez sur une femme noire quand elle dit qu’un de vos potes l’a maltraitée »,,. Mosi Reeves, de Rolling Stone, estime que la controverse a permis à Drake de « se révéler involontairement comme un abruti égocentrique qui refuse de grandir »,.
Sur Middle of the Ocean, Drake fait référence à son ex-petite amie Serena Williams et à son mari Alexis Ohanian, en rappant : « Sidebar, Serena, your husband a groupie / He claim we don't got a problem but / No, boo, it is like you comin' for sushi / We might pop up on 'em at will like Suzuki » (« En marge, Serena, ton mari est une groupie / Il prétend qu’on n’a pas de problème mais / Non, boo, c’est comme si tu venais chercher des sushis / On peut leur tomber dessus à volonté comme Suzuki »),. Ohanian réagit ainsi à cette allusion sur Twitter : « La raison pour laquelle je continue à gagner est que je m’acharne à être le meilleur dans tout ce que je fais — y compris être la meilleure groupie pour ma femme et [ma] fille »,,. Sur Backoutsideboyz, Drake aurait critiqué D.R.A.M., en disant « Try to bring the dram' to me / He ain't know how we 'Cha Cha Slide' » (« Essaie de m’apporter le drame / Il ne sait pas comment on fait ’Cha Cha Slide’ ») et Ice Spice, en rappant « She a 10 tryin' to rap, it's good on mute » (« Elle est un 10 qui essaie de rapper, ça passe mieux en sourdine »).
Quatre jours après la sortie de l’album, Drake et 21 Savage sont poursuivis par Condé Nast, le groupe d’édition détenant le magazine Vogue, devant un tribunal fédéral de Manhattan, qui allègue que leur campagne promotionnelle repose « entièrement » sur l’utilisation non autorisée de leurs marques et sur de fausses représentations concernant leurs affaires et leurs relations d’affaires. Condé Nast demande au moins 4 millions de dollars, soit le triple des profits réalisés par les accusés sur Her Loss, des dommages-intérêts punitifs, et de mettre fin à toute violation de marque ; le groupe affirme avoir pris contact avec Drake et 21 Savage avant d’engager une action en justice.

## Fiche technique

### Liste des titres
| 1.    | Rich Flex                                    | Aubrey Graham, Shéyaa Abraham-Joseph, Anderson Hernandez, Brytavious Chambers, Michael Mulé, Isaac De Boni, Jahmal Gwin, Megan Pete, Anthony White, Bobby Session Jr., Clifford Harris Jr., Aldrin Davis, Gladys Hayes, Charles Bernstein | Vinylz, Tay Keith, FnZ (add.), BoogzDaBeast (add.)                                                                                              | 3:59 |
| 2.    | Major Distribution                           | Graham, Abraham-Joseph, Miles McCollum, Edgar Ferrera, Tyshane Thompson, Elijah Fox-Peck | SkipOnDaBeat | 2:50 |
| 3.    | On BS                                        | Graham, Abraham-Joseph, Ozan Yildirim, Elias Sticken, Simon Gebrelul | Oz, Elyas (add.) | 4:21 |
| 4.    | BackOutsideBoyz (interprété par Drake)       | Graham, Rio Leyva, Dylan Cleary-Krell, Danny Snodgrass Jr., McCollum | Leyva, Dez Wright, Taz Taylor, Lil Yachty | 2:32 |
| 5.    | Privileged Rappers                           | Graham, Abraham-Joseph, Isaac Bynum, Gentuar Memishi, McCollum, Noah Shebib, Ronald Isley, O'Kelly Isley Jr., Rudolph Isley, Ernie Isley, Marvin Isley, Chris Jasper                                                                      | Earl on the Beat, Memishi, Lil Yachty, 40 (co.)                                                                                                 | 2:40 |
| 6.    | Spin Bout U                                  | Graham, Abraham-Joseph, Marquell Jones, Shebib, Tenaia Sanders, Dwayne Armstrong | Banbwoi, 40 (co.) | 3:34 |
| 7.    | Hours in Silence                             | Graham, Abraham-Joseph, Nyan Lieberthal, Cole McEvoy-Morie, Shebib, Noel Cadastre, Ashanti Guerrero, Paul Beauregard | Lieberthal, Mcevoy, 40 (add.), Cadastre (add.), Daniel East (add.)                                                                              | 6:39 |
| 8.    | Treacherous Twins                            | Graham, Abraham-Joseph, Cadastre, Yildirim, Matthew Samuels, Elgin Lumpkin, Timothy Mosley, Melvin Barcliff, Thom Bell, Linda Creed | Cadastre, Oz, Boi-1da (co.) | 3:00 |
| 9.    | Circo Loco                                   | Graham, Abraham-Joseph, Samuels, Chambers, Shebib, McCollum, Thomas Bangalter, Guy-Manuel de Homem-Christo, Anthony Moore | Boi-1da, Tay Keith, 40 (co.) | 3:56 |
| 10.   | Pussy & Millions (featuring Travis Scott)    | Graham, Abraham-Joseph, Jacques Webster II, Darryl McCorkell, Kevin Price, Julius Rivera III, Timothy McKibbins, McCollum, Irvin Whitlow, Josiah Muhammad, Morris Jones                                                                   | Cheeze Beatz, Go Grizzly, Squat Beats, B100, Lil Yachty                                                                                         | 4:02 |
| 11.   | Broke Boys                                   | Graham, Abraham-Joseph, Wesley Glass, Chambers, Abraham Herrera, Rafael Brown | Wheezy, Tay Keith, Jack Uriah (add.), Audio Anthem (add.)                                                                                       | 3:45 |
| 12.   | Middle of the Ocean (interprété par Drake)   | Graham, Yildirim, Nik Frascona, Cadastre, Tim Friedrich, Louis Leibfried, Cameron Giles, Joseph Jones II, LaRon James, Darryl Pittman, Kenneth Gamble, Leon Huff                                                                          | Oz, Nik D (add.), Cadastre (add.), Sucuki (add.), LOOF (co.)                                                                                    | 5:56 |
| 13.   | Jumbotron Shit Poppin (interprété par Drake) | Graham, Richard Ortiz, Kevin Gomringer, Tim Gomringer, McCollum, Jordan Ortiz, Jeremiah Raisen, Shebib, Simon Gaudes, Daniele Gagliardi, Dilara Sincer                                                                                    | F1lthy, Cubeatz (add.), Lil Yachty (add.), Oogie Mane (add.), Sad Pony (add.), 40 (co.), Klimperboy (co.), DannoProductionz (co.), Sincer (co.) | 2:17 |
| 14.   | More M's                                     | Graham, Abraham-Joseph, Leland Wayne, David Ruoff, Elias Klughammer | Metro Boomin, David x Eli (add.) | 3:41 |
| 15.   | 3AM on Glenwood (interprété par 21 Savage)   | Abraham-Joseph, Yildirim, Peter Iskander, Shebib | Oz, Iskander (add.), 40 (add.) | 2:58 |
| 16.   | I Guess It's Fuck Me (interprété par Drake)  | Graham, Shiv Barot, Patrick Rosario, Douglas Ford | The Loud Pack | 4:23 |
| 60:33 |                                              | | |      |